# Lijst van opperste directeurs van Chili
De opperste directeur van Chili (Spaans: director supremo de Chile) was van 7 maart 1814 tot 9 juli 1826 de benaming van het staatshoofd van de republiek Chili.
Volgens de liberale grondwet van 1823 werd de opperste directeur voor een periode van vier jaar gekozen; herverkiezing voor een tweede termijn was mogelijk. De opperste directeur regeerde het land samen met een aantal ministers die hij naar believen kon benoemen en ontslaan. Chilenen van geboorte, ten minste dertig jaar oud, kwamen in aanmerking voor het ambt van opperste directeur. Het was echter ook mogelijk voor immigranten om dit ambt te verkrijgen, vermits men twaalf jaar in Chili verbleef.
Een nieuwe grondwet van 1826 schafte het ambt van opperste directeur af en verving die door dat van president van de republiek.

## Opperste directeuren van Chili (1814-1826)
| Nr.                              | Opperste directeur | Opperste directeur                   | Verkiezing                  | Ambtstermijn                       | Politieke partij | Politieke partij |
| -------------------------------- | ------------------ | ------------------------------------ | --------------------------- | ---------------------------------- | ---------------- | ---------------- |
| 1                                |                    | Antonio José de Irisarri (1786–1868) | —                           | 7 t/m 14 maart 1814                | Patriot          |                  |
| 2                                |                    | Francisco de la Lastra (1777–1852)   | —                           | 14 maart 1814 - 23 juli 1814       | Patriot          |                  |
| 3                                |                    | José Miguel Carrera (1785–1821)      | —                           | 23 juli 1814 - 2 oktober 1814      | Onafhankelijk    |                  |
| Herstel Spaans Gezag (1814–1817) |                    |                                      |                             |                                    |                  |                  |
| 4                                |                    | Francisco Ruiz-Tagle (1790–1860)     | —                           | 12 t/m 16 februari 1817            | Pelucones        |                  |
| 5                                |                    | Bernardo O'Higgins (1778–1842)       | —                           | 16 februari 1817 - 28 januari 1823 | Onafhankelijk    |                  |
| 6                                |                    | Agustín Eyzaguirre (1768–1837)       | Chileense verkiezingen 1823 | 28 januari 1823 - 4 april 1823     | Onafhankelijk    |                  |
| 7                                |                    | Ramón Freire (1787–1851)             | Chileense verkiezingen 1823 | 4 april 1823 - 9 juli 1826         | Pipiolos         |                  |

- Vetgedrukt en cursief : Opperste Directeuren a.i.